# Trypeticus loebli
Trypeticus loebli är en skalbaggsart som beskrevs av Kanaar 2003. Trypeticus loebli ingår i släktet Trypeticus och familjen stumpbaggar. Inga underarter finns listade i Catalogue of Life.